# Marc Elliott
Marc Elliott (Stratford-upon-Avon, 1979) è un attore britannico.

## Biografia
Marc Elliott è nato a Stratford-upon-Avon, figlio di padre inglese a madre anglo-indiana. Ha una sorella gemella, Sophie, e una sorella maggiore, Melissa.
Ha iniziato la carriera nel mondo dello spettacolo come conduttore radiofonico di alcuni programmi della BBC e nel 2006 è entrato nel cast della commedia The History Boys al National Theatre di Londra e poi nella tournée britannica. Ha continuato a recitare a teatro nel corso degli anni, specializzandosi come interprete di musical. Ha recitato nella prima londinese di Urinetown: The Musical nel 2016, mentre nel 2020 è tornato nel West End londinese nel musical City of Angels, in cui ha ricoperto il duplice ruolo di Munoz e Pancho Vargas, due parti che aveva già ricoperto alla Donmar Warehouse nel 2014.
Molto attivo anche in campo televisivo, Elliott ha recitato in diverse serie TV, tra cui Holby City e L'ispettore Barnaby, oltre a ricoprire il ruolo ricorrente di Syed Masson nella soap opera EastEnders tra il 2009 e il 2012.

## Filmografia
- Lewis – serie TV, episodio 1x0 (2006)
- Metropolitan Police (The Bill) – serie TV, episodio 24x01 (2008)
- The Invisibles – serie TV, episodio 1x04 (2008)
- M.I. High - Scuola di spie (M.I. High) – serie TV, episodio 2x03 (2008)
- Holby City – serie TV, 34 episodi (2009-2019)
- EastEnders – serial TV, 289 puntate (2009-2012)
- L'ispettore Barnaby (Midsomer Murders) – serie TV, episodio 16x03 (2014)
- L'amore e la vita - Call the Midwife (Call the Midwife) – serie TV, episodi 11x07-11x08 (2022)
- Juice – serie TV, episodio 1x02 (2023)